# C/2014 QU2 (PANSTARRS)
C/2014 QU2 (PANSTARRS) — одна з довгоперіодичних комет. Ця комета була відкрита 16 серпня 2014 року; вона мала 19.8m на час відкриття.